# Krafty Kuts
Krafty Kuts (bürgerlicher Name Martin Reeves) ist ein britischer Produzent elektronischer Musik, Labelbetreiber und DJ.

## Leben
Kraftys Karriere begann in den 80er Jahren, als er mit 17 Jahren das Finale eines DJ-Contests erreichte, angeblich ohne jemals zuvor Platten aufgelegt zu haben. Als Hip-Hop- und Elektro-DJ entwickelte er seine Fähigkeiten in Scratching und Mixing und begann auch, an eigenen Produktionen zu arbeiten.
1996 wurde er von FSUK, einem Ableger des bekannten Labels Ministry of Sound unter Vertrag genommen, auf dem er 3 EPs veröffentlichte. Der Track Gimme the Funk auf Fatboy Slims Label Southern Fried erlangte große Bekanntheit unter DJs. Dieser Erfolg machte Krafty Kuts zu einem begehrten Remix-Produzenten in Großbritannien. Er remixte unter anderem für Jurassic 5, Utah Saints und Arthur Baker. Es folgten zahlreiche weitere Singles und EPs, unter anderem auf dem bekannten Breakbeat-Label Fingerlickin' Records.
Kraftys Musik wurde unter anderem für Werbespots von Coca-Cola und Playstation 2 sowie Guy Ritchies Film Mean Machine verwendet.
2006 erschien sein erstes Solo-Album Freakshow auf Against The Grain.

## Auszeichnungen
- 2003 Australian Dance Music Awards: „Best International DJ“
- 2003 Breakspoll Awards: „Best Remix“ für Afrika Bambaataa - Funky Heroes
- 2003 Breakspoll Awards: „Face of Breaks“
- 2005 Breakspoll Awards: „Best DJ“
- 2007 Breakspoll Awards: „Best DJ“
- 2010 Breakspoll Awards: „Best DJ“

## Diskografie

### Alben
- A Skillz & Krafty Kuts - Tricka Technology (Finger Lickin')
- Krafty Kuts - Freakshow (Against The Grain)
- Krafty Kuts - Let's Ride (Instand Vibes)

### Singles
- Krafty Kuts - The Funky Elements EP (FSUK)
- Krafty Kuts - Return of the Elements EP (FSUK)
- Krafty Kuts - Wild in the Aisles EP (FSUK)
- Krafty Kuts - Gimme the Funk (Southern Fried)
- Krafty Kuts - Ya Don't Stop (Lacerba - promo only)
- Krafty Kuts - Chunks of Funk/Back to the top (Lacerba)
- Krafty Kuts - Salsa Boogaloo (Lacerba)
- Krafty Kuts - Step It Up feat. TC Islam (Lacerba)
- Krafty Kuts - Ghetto Funk (Always Read The Label)
- Not Just Gigolos - Stop the Nonsense (Howlin’)
- Not Just Gigolos - Take me to the disco (Howlin’)
- Krafty Kuts - Dangerous/Funky Ass Beats (Finger Lickin')
- Krafty Kuts and Friends - Ill Type Sound / Snatch It / Keep It On / Come Alive (Finger Lickin' Funk)
- Not just Gigolos - Passion Eternal (Against the Grain)
- Krafty Kuts - Street Freaks/Get Funky (Against the Grain)
- Krafty Kuts - Lock the Hype/Smash your Breaks (Against the Grain)
- Krafty Kuts - Don't Stop / Funky Ass Beats (Ed Solo Breaks Mix) (Against the Grain)
- Atari Playboys - Be There in Ten Minutes/The Funk Is (Against the Grain)
- A Skillz & Krafty Kuts - Peaches (Finger Lickin' Funk)
- A Skillz & Krafty Kuts - Gimme The Breaks/Tricka Technology/Ain't it Funky (Finger Lickin' Funk)
- Krafty Kuts & Ed Solo - Bunkabusta (Against The Grain)
- Krafty Kuts - Rip U Apart / The ILL Funk (Deep Cut Recordings)
- Krafty Kuts - Uptight / Where’s The Noise (Deep Cut Recordings)

### Remixe
- Laid Back - Wait for the Break (Bolshi)
- Sounds of Vancouver - Take It (Manifesto)
- Stakker Humanoid - Humanoid (Jumpin' and Pumpin')
- Flying Steps - In the Arena (Jive/Pepper)
- Jurassic 5 - Quality Control (DMC)
- Elwood - Sun Down (Palm Pictures)
- Utah Saints - Power to the Beats (Echo/Chrysalis)
- Utah Saints - Funky Music (Echo/Chrysalis)
- Detroit Grand Pubahs - Sandwiches (Jive/Pepper)
- Arthur Baker - Breakers Revenge (DMC)
- Big Yoga Muffin - Tragedies of Life (Echo/Chrysalis)
- 2 in Da Bush - In Effect (Finger Lickin')
- Flint - Everybody's Funkin' (Finger Lickin')
- Dead Prez - Bigger than Hip Hop (DMC)
- Furry Phreaks - Soothe (FSUK)
- Eric B & Rakim - I Know You Got Soul (Sidewalk)
- JVC Force - Strong Island (Sidewalk)
- Resident Filters - Get on It (Lacerba)
- Captain Funk - Twist and Shout (Reel Musiq)
- Tin Man - 18 Strings (DMC)
- Angel Lee - What's Your Name (WEA)
- Praga Khan - Injected With Poison (Nukleuz)
- Friendly - The Bump & Grind (Fat! Recordings)
- Freestylers - Punks (Against The Grain)
- Santos - No Ticket No Ride (Mob)
- Junior Senior - Move Your Feet (Crunchy Frog)
- Krafty Kuts vs The Mexican - The Showtime EP (Dynamo Productions)
- Afrika Bambaata - Funky Heroes (Acetate)
- Influenza - Prozac Nation
- Afrika Bambaata - Radio Free (A Skillz & Krafty Kuts Mix) - Fort Knox Five Recordings
- Loose Cannons - Got It All Wrong (Fat Fox)

### DJ Mix-CDs
- Slam the Breaks On (Lacerba)
- Slam the Breaks On II (Lacerba)
- Ministry Interactive Playstation 2 (Ministry of Sound)
- These Are The Breaks (DMC)
- Boxfresh Exclusive Mix with A Skillz
- Circus vs Chibuku (Mixed by Yousef & Krafty Kuts) (Carioca)
- Fuzzy Breaks (Mixed by Krafty Kuts & Q45) (Central Station Records)
- FABRICLIVE.34 (Fabric Records)
- Back to Mine (DMC)